# Majholmen (norr om Emsalö, Borgå)
Majholmen är en ö i Finland. Den ligger i Finska viken och i kommunen Borgå i den ekonomiska regionen  Borgå i landskapet Nyland, i den södra delen av landet. Ön ligger omkring 40 kilometer öster om Helsingfors.
Öns area är 6 hektar och dess största längd är 390 meter i öst-västlig riktning. Ön höjer sig omkring 25 meter över havsytan. I omgivningarna runt Majholmen växer i huvudsak blandskog.